# Grand Prix du Morbihan 2023
Grand Prix du Morbihan 2023 var den 46. udgave af det franske cykelløb Grand Prix du Morbihan. Det 188,6 km lange linjeløb blev kørt den 6. maj 2023 med start i Josselin og mål i Plumelec. Løbet var en del af UCI ProSeries 2023.

## Resultat
| \| Samlede stilling \| Samlede stilling \| Samlede stilling \| Samlede stilling \| Samlede stilling \| \| Rytter \| Rytter \| Hold \| Tid \| \| \| ---------------- \| ------------------ \| --------------------------- \| ---------------- \| ---------------- \| \| 1. \| Arnaud De Lie \| Lotto Dstny \| 4t 21' 59" \| \| \| 2. \| Romain Grégoire \| Groupama-FDJ \| + 0" \| \| \| 3. \| Rasmus Tiller \| Uno-X Pro Cycling Team \| + 0" \| \| \| 4. \| Orluis Aular \| Caja Rural-Seguros RGA \| + 0" \| \| \| 5. \| Clément Venturini \| AG2R Citroën Team \| + 0" \| \| \| 6. \| Mathieu Burgaudeau \| TotalEnergies \| + 0" \| \| \| 7. \| Alessandro Fedeli \| Q36.5 Pro Cycling Team \| + 0" \| \| \| 8. \| Eddy Finé \| Cofidis \| + 0" \| \| \| 9. \| Axel Zingle \| Cofidis \| + 0" \| \| \| 10. \| Romain Cardis \| Saint Michel-Mavic-Auber 93 \| + 0" \| \| |                    |                             |            |
| |                    |                             |            |
| Kilde: ProCyclingStats |                    |                             |            |
| Samlede stilling |                    |                             |            |
| Rytter | Rytter             | Hold                        | Tid        |
| 1. | Arnaud De Lie      | Lotto Dstny                 | 4t 21' 59" |
| 2. | Romain Grégoire    | Groupama-FDJ                | + 0"       |
| 3. | Rasmus Tiller      | Uno-X Pro Cycling Team      | + 0"       |
| 4. | Orluis Aular       | Caja Rural-Seguros RGA      | + 0"       |
| 5. | Clément Venturini  | AG2R Citroën Team           | + 0"       |
| 6. | Mathieu Burgaudeau | TotalEnergies               | + 0"       |
| 7. | Alessandro Fedeli  | Q36.5 Pro Cycling Team      | + 0"       |
| 8. | Eddy Finé          | Cofidis                     | + 0"       |
| 9. | Axel Zingle        | Cofidis                     | + 0"       |
| 10. | Romain Cardis      | Saint Michel-Mavic-Auber 93 | + 0"       |

## Hold og ryttere
| UCI WorldTeams (6)- AG2R Citroën Team - Cofidis - Groupama-FDJ - Intermarché-Circus-Wanty - Arkéa-Samsic - Team DSM UCI ProTeams (11)- Bingoal WB - Bolton Equities Black Spoke Pro Cycling - Burgos-BH - Caja Rural-Seguros RGA - Equipo Kern Pharma - Euskaltel-Euskadi - Lotto Dstny - Q36.5 Pro Cycling Team - Team Flanders-Baloise - TotalEnergies - Uno-X Pro Cycling Team UCI Kontinentalhold (3)- CIC U Nantes Atlantique - Nice Métropole Côte d'Azur - Saint Michel-Mavic-Auber 93 |
| |

### Danske ryttere
| Danske ryttere på startlisten |                    |                          |           |
| Rygnummer                     | Rytter             | Hold                     | Placering |
| 62                            | Julius Johansen    | Intermarché-Circus-Wanty | 97        |
| 77                            | William Blume Levy | Uno-X Pro Cycling Team   | 99        |
| 136                           | Alexander Salby    | Bingoal WB               | 107       |

* DNS = stillede ikke til start

* DNF = gennemførte ikke

### Startliste
| TotalEnergies TEN | TotalEnergies TEN        | TotalEnergies TEN |
| ----------------- | ------------------------ | ----------------- |
| Nr.               | Rytter                   | Placering         |
| 1                 | Julien Simon (FRA)       | 18.               |
| 2                 | Thomas Bonnet (FRA)      | 28.               |
| 3                 | Mathieu Burgaudeau (FRA) | 6.                |
| 4                 | Sandy Dujardin (FRA)     | 24.               |
| 5                 | Lorrenzo Manzin (FRA)    | DNF               |
| 6                 | Jason Tesson (FRA)       | DNF               |
| 7                 | Mattéo Vercher (FRA)     | 94.               |

| Groupama-FDJ GFC | Groupama-FDJ GFC      | Groupama-FDJ GFC |
| ---------------- | --------------------- | ---------------- |
| Nr.              | Rytter                | Placering        |
| 11               | Lewis Askey (GBR)     | 90.              |
| 12               | Romain Grégoire (FRA) | 2.               |
| 13               | Olivier Le Gac (FRA)  | DNF              |
| 14               | Paul Penhoët (FRA)    | 11.              |
| 15               | Laurence Pithie (NZL) | 70.              |
| 16               | Samuel Watson (GBR)   | 56.              |
| 17               | Bram Welten (NED)     | 82.              |

| Arkéa-Samsic ARK | Arkéa-Samsic ARK      | Arkéa-Samsic ARK |
| ---------------- | --------------------- | ---------------- |
| Nr.              | Rytter                | Placering        |
| 21               | Laurent Pichon (FRA)  | 68.              |
| 22               | Hugo Hofstetter (FRA) | 114.             |
| 23               | Jenthe Biermans (BEL) | 12.              |
| 24               | Kévin Ledanois (FRA)  | 67.              |
| 25               | Matis Louvel (FRA)    | 79.              |
| 26               | Daniel McLay (GBR)    | 111.             |
| 27               | Élie Gesbert (FRA)    | 51.              |

| Cofidis COF | Cofidis COF            | Cofidis COF |
| ----------- | ---------------------- | ----------- |
| Nr.         | Rytter                 | Placering   |
| 31          | Axel Zingle (FRA)      | 9.          |
| 32          | Eddy Finé (FRA)        | 8.          |
| 33          | Wesley Kreder (NED)    | 102.        |
| 34          | Christophe Noppe (BEL) | 113.        |
| 35          | Alexis Renard (FRA)    | 92.         |
| 36          | Jelle Wallays (BEL)    | DNF         |
| 37          | Harrison Wood (GBR)    | 93.         |

| AG2R Citroën Team ACT | AG2R Citroën Team ACT     | AG2R Citroën Team ACT |
| --------------------- | ------------------------- | --------------------- |
| Nr.                   | Rytter                    | Placering             |
| 41                    | Bastien Tronchon (FRA)    | 13.                   |
| 42                    | Jaakko Hänninen (FIN)     | DNF                   |
| 43                    | Pierre Gautherat (FRA)    | 89.                   |
| 44                    | Lawrence Naesen (BEL)     | 54.                   |
| 45                    | Antoine Raugel (FRA)      | 30.                   |
| 46                    | Valentin Retailleau (FRA) | 74.                   |
| 47                    | Clément Venturini (FRA)   | 5.                    |

| Team DSM DSM | Team DSM DSM             | Team DSM DSM |
| ------------ | ------------------------ | ------------ |
| Nr.          | Rytter                   | Placering    |
| 51           | Pavel Bittner (CZE)      | 39.          |
| 52           | Romain Combaud (FRA)     | 96.          |
| 53           | Sean Flynn (GBR)         | 81.          |
| 54           | Leon Heinschke (GER)     | 31.          |
| 55           | Lorenzo Milesi (ITA)     | 59.          |
| 56           | Tim Naberman (NED)       | 98.          |
| 57           | Henri Vandenabeele (BEL) | DNF          |

| Intermarché-Circus-Wanty ICW | Intermarché-Circus-Wanty ICW | Intermarché-Circus-Wanty ICW |
| ---------------------------- | ---------------------------- | ---------------------------- |
| Nr.                          | Rytter                       | Placering                    |
| 61                           | Adrien Petit (FRA)           | DNF                          |
| 62                           | Julius Johansen (DEN)        | 97.                          |
| 63                           | Madis Mihkels (EST)          | DNF                          |
| 64                           | Kevin Kuhn (SUI)             | 112.                         |
| 65                           | Baptiste Planckaert (BEL)    | 64.                          |
| 66                           | Gerben Kuypers (BEL)         | DNF                          |

| Uno-X Pro Cycling Team UXT | Uno-X Pro Cycling Team UXT     | Uno-X Pro Cycling Team UXT |
| -------------------------- | ------------------------------ | -------------------------- |
| Nr.                        | Rytter                         | Placering                  |
| 71                         | Alexander Kristoff (NOR)       | 17.                        |
| 72                         | Erik Nordsæter Resell (NOR)    | 83.                        |
| 73                         | Rasmus Tiller (NOR) (landevej) | 3.                         |
| 74                         | Søren Wærenskjold (NOR)        | DNF                        |
| 75                         | Tord Gudmestad (NOR)           | 84.                        |
| 77                         | William Blume Levy (DEN)       | 99.                        |

| Burgos-BH BBH | Burgos-BH BBH        | Burgos-BH BBH |
| ------------- | -------------------- | ------------- |
| Nr.           | Rytter               | Placering     |
| 81            | Pelayo Sánchez (ESP) | 20.           |
| 82            | Eric Fagúndez (URU)  | 62.           |
| 83            | Jesús Ezquerra (ESP) | 14.           |
| 84            | Clément Alleno (FRA) | DNF           |
| 85            | Cyril Barthe (FRA)   | 42.           |
| 86            | Ander Okamika (ESP)  | DNF           |
| 87            | Jetse Bol (NED)      | 22.           |

| Caja Rural-Seguros RGA CJR | Caja Rural-Seguros RGA CJR    | Caja Rural-Seguros RGA CJR |
| -------------------------- | ----------------------------- | -------------------------- |
| Nr.                        | Rytter                        | Placering                  |
| 91                         | Julen Amezqueta (ESP)         | 27.                        |
| 92                         | Orluis Aular (VEN) (landevej) | 4.                         |
| 93                         | Jon Barrenetxea (ESP)         | 15.                        |
| 94                         | Mulu Hailemichael (ETH)       | 57.                        |
| 95                         | Calum Johnston (GBR)          | 76.                        |
| 96                         | Joseba López (ESP)            | DNF                        |
| 97                         | Joel Nicolau (ESP)            | 58.                        |

| Euskaltel-Euskadi EUS | Euskaltel-Euskadi EUS    | Euskaltel-Euskadi EUS |
| --------------------- | ------------------------ | --------------------- |
| Nr.                   | Rytter                   | Placering             |
| 101                   | Carlos Canal (ESP)       | 19.                   |
| 102                   | Antonio Jesús Soto (ESP) | DNF                   |
| 103                   | Unai Iribar (ESP)        | 26.                   |
| 104                   | Enekoitz Azparren (ESP)  | 105.                  |
| 105                   | Xabier Azparren (ESP)    | 55.                   |
| 106                   | Iker Ballarin (ESP)      | DNF                   |
| 107                   | Xabier Berasategi (ESP)  | 38.                   |

| Equipo Kern Pharma EKP | Equipo Kern Pharma EKP   | Equipo Kern Pharma EKP |
| ---------------------- | ------------------------ | ---------------------- |
| Nr.                    | Rytter                   | Placering              |
| 111                    | Francisco Galván (ESP)   | 35.                    |
| 112                    | Álex Jaime (ESP)         | 43.                    |
| 113                    | Martí Márquez (ESP)      | 77.                    |
| 114                    | Urko Berrade (ESP)       | 29.                    |
| 115                    | Mikel Retegi (ESP)       | 116.                   |
| 116                    | Pau Miquel (ESP)         | 52.                    |
| 117                    | Danny van der Tuuk (NED) | 48.                    |

| Lotto Dstny LTD | Lotto Dstny LTD          | Lotto Dstny LTD |
| --------------- | ------------------------ | --------------- |
| Nr.             | Rytter                   | Placering       |
| 121             | Arnaud De Lie (BEL)      | 1.              |
| 122             | Cedric Beullens (BEL)    | 47.             |
| 123             | Jasper De Buyst (BEL)    | 75.             |
| 124             | Frederik Frison (BEL)    | 80.             |
| 125             | Jarne Van De Paar (BEL)  | 91.             |
| 126             | Brent Van Moer (BEL)     | 32.             |
| 127             | Florian Vermeersch (BEL) | 86.             |

| Bingoal WB BWB | Bingoal WB BWB                 | Bingoal WB BWB |
| -------------- | ------------------------------ | -------------- |
| Nr.            | Rytter                         | Placering      |
| 131            | Floris De Tier (BEL)           | 25.            |
| 132            | Luca De Meester (BEL)          | 95.            |
| 133            | Ceriel Desal (BEL)             | 101.           |
| 134            | Karl Patrick Lauk (EST)        | DNF            |
| 135            | Ludovic Robeet (BEL)           | 87.            |
| 136            | Alexander Salby (DEN)          | 107.           |
| 137            | Guillaume Van Keirsbulck (BEL) | 100.           |

| Team Flanders-Baloise TFB | Team Flanders-Baloise TFB | Team Flanders-Baloise TFB |
| ------------------------- | ------------------------- | ------------------------- |
| Nr.                       | Rytter                    | Placering                 |
| 141                       | Alex Colman (BEL)         | 40.                       |
| 142                       | Sander De Pestel (BEL)    | 34.                       |
| 143                       | Ruben Apers (BEL)         | 41.                       |
| 144                       | Milan Fretin (BEL)        | 117.                      |
| 145                       | Vincent Van Hemelen (BEL) | DNF                       |
| 146                       | Aaron Van Poucke (BEL)    | 60.                       |
| 147                       | Ward Vanhoof (BEL)        | 50.                       |

| Bolton Equities Black Spoke Pro Cycling BEB | Bolton Equities Black Spoke Pro Cycling BEB | Bolton Equities Black Spoke Pro Cycling BEB |
| ------------------------------------------- | ------------------------------------------- | ------------------------------------------- |
| Nr.                                         | Rytter                                      | Placering                                   |
| 151                                         | Bailey O'Donnell (NZL)                      | 110.                                        |
| 152                                         | Paul Wright (NZL)                           | 104.                                        |
| 153                                         | Jacob Scott (GBR)                           | 106.                                        |
| 154                                         | Ollie Jones (NZL)                           | 71.                                         |
| 155                                         | James Fouché (NZL)                          | 36.                                         |
| 156                                         | George Jackson (NZL)                        | 72.                                         |
| 157                                         | Luke Mudgway (NZL)                          | 44.                                         |

| Q36.5 Pro Cycling Team Q36 | Q36.5 Pro Cycling Team Q36 | Q36.5 Pro Cycling Team Q36 |
| -------------------------- | -------------------------- | -------------------------- |
| Nr.                        | Rytter                     | Placering                  |
| 161                        | Walter Calzoni (ITA)       | 69.                        |
| 162                        | Marcel Camprubí (ESP)      | 53.                        |
| 163                        | Fabio Christen (SUI)       | 33.                        |
| 164                        | Alessandro Fedeli (ITA)    | 7.                         |
| 165                        | Kamil Małecki (POL)        | 108.                       |
| 166                        | Cyrus Monk (AUS)           | 65.                        |
| 167                        | Antonio Puppio (ITA)       | 118.                       |

| Saint Michel-Mavic-Auber 93 AUB | Saint Michel-Mavic-Auber 93 AUB | Saint Michel-Mavic-Auber 93 AUB |
| ------------------------------- | ------------------------------- | ------------------------------- |
| Nr.                             | Rytter                          | Placering                       |
| 171                             | Théo Delacroix (FRA)            | 88.                             |
| 172                             | Thomas Devaux (FRA)             | 66.                             |
| 173                             | Thomas Gachignard (FRA)         | 23.                             |
| 174                             | Anthony Maldonado (FRA)         | 45.                             |
| 175                             | Flavien Maurelet (FRA)          | 21.                             |
| 176                             | Florian Rapiteau (FRA)          | 109.                            |
| 177                             | Romain Cardis (FRA)             | 10.                             |

| CIC U Nantes Atlantique UCN | CIC U Nantes Atlantique UCN | CIC U Nantes Atlantique UCN |
| --------------------------- | --------------------------- | --------------------------- |
| Nr.                         | Rytter                      | Placering                   |
| 181                         | Pierre Barbier (FRA)        | DNF                         |
| 182                         | Léo Danès (FRA)             | 61.                         |
| 183                         | Maël Guégan (FRA)           | 49.                         |
| 184                         | Jordan Jegat (FRA)          | 16.                         |
| 185                         | Yaël Joalland (FRA)         | 37.                         |
| 187                         | Emmanuel Morin (FRA)        | 63.                         |

| Nice Métropole Côte d'Azur NMC | Nice Métropole Côte d'Azur NMC | Nice Métropole Côte d'Azur NMC |
| ------------------------------ | ------------------------------ | ------------------------------ |
| Nr.                            | Rytter                         | Placering                      |
| 191                            | Jonathan Couanon (FRA)         | 115.                           |
| 192                            | Damien Girard (FRA)            | 73.                            |
| 193                            | Paul Hennequin (FRA)           | DNF                            |
| 194                            | Axel Narbonne-Zuccarelli (FRA) | 78.                            |
| 195                            | Jean-Louis Le Ny (FRA)         | 46.                            |
| 196                            | Julian Lino (FRA)              | 85.                            |
| 197                            | Andrea Mifsud                  | 103.                           |

| TotalEnergies TEN | TotalEnergies TEN        | TotalEnergies TEN |
| ----------------- | ------------------------ | ----------------- |
| Nr.               | Rytter                   | Placering         |
| 1                 | Julien Simon (FRA)       | 18.               |
| 2                 | Thomas Bonnet (FRA)      | 28.               |
| 3                 | Mathieu Burgaudeau (FRA) | 6.                |
| 4                 | Sandy Dujardin (FRA)     | 24.               |
| 5                 | Lorrenzo Manzin (FRA)    | DNF               |
| 6                 | Jason Tesson (FRA)       | DNF               |
| 7                 | Mattéo Vercher (FRA)     | 94.               |

| Groupama-FDJ GFC | Groupama-FDJ GFC      | Groupama-FDJ GFC |
| ---------------- | --------------------- | ---------------- |
| Nr.              | Rytter                | Placering        |
| 11               | Lewis Askey (GBR)     | 90.              |
| 12               | Romain Grégoire (FRA) | 2.               |
| 13               | Olivier Le Gac (FRA)  | DNF              |
| 14               | Paul Penhoët (FRA)    | 11.              |
| 15               | Laurence Pithie (NZL) | 70.              |
| 16               | Samuel Watson (GBR)   | 56.              |
| 17               | Bram Welten (NED)     | 82.              |

| Arkéa-Samsic ARK | Arkéa-Samsic ARK      | Arkéa-Samsic ARK |
| ---------------- | --------------------- | ---------------- |
| Nr.              | Rytter                | Placering        |
| 21               | Laurent Pichon (FRA)  | 68.              |
| 22               | Hugo Hofstetter (FRA) | 114.             |
| 23               | Jenthe Biermans (BEL) | 12.              |
| 24               | Kévin Ledanois (FRA)  | 67.              |
| 25               | Matis Louvel (FRA)    | 79.              |
| 26               | Daniel McLay (GBR)    | 111.             |
| 27               | Élie Gesbert (FRA)    | 51.              |

| Cofidis COF | Cofidis COF            | Cofidis COF |
| ----------- | ---------------------- | ----------- |
| Nr.         | Rytter                 | Placering   |
| 31          | Axel Zingle (FRA)      | 9.          |
| 32          | Eddy Finé (FRA)        | 8.          |
| 33          | Wesley Kreder (NED)    | 102.        |
| 34          | Christophe Noppe (BEL) | 113.        |
| 35          | Alexis Renard (FRA)    | 92.         |
| 36          | Jelle Wallays (BEL)    | DNF         |
| 37          | Harrison Wood (GBR)    | 93.         |

| AG2R Citroën Team ACT | AG2R Citroën Team ACT     | AG2R Citroën Team ACT |
| --------------------- | ------------------------- | --------------------- |
| Nr.                   | Rytter                    | Placering             |
| 41                    | Bastien Tronchon (FRA)    | 13.                   |
| 42                    | Jaakko Hänninen (FIN)     | DNF                   |
| 43                    | Pierre Gautherat (FRA)    | 89.                   |
| 44                    | Lawrence Naesen (BEL)     | 54.                   |
| 45                    | Antoine Raugel (FRA)      | 30.                   |
| 46                    | Valentin Retailleau (FRA) | 74.                   |
| 47                    | Clément Venturini (FRA)   | 5.                    |

| Team DSM DSM | Team DSM DSM             | Team DSM DSM |
| ------------ | ------------------------ | ------------ |
| Nr.          | Rytter                   | Placering    |
| 51           | Pavel Bittner (CZE)      | 39.          |
| 52           | Romain Combaud (FRA)     | 96.          |
| 53           | Sean Flynn (GBR)         | 81.          |
| 54           | Leon Heinschke (GER)     | 31.          |
| 55           | Lorenzo Milesi (ITA)     | 59.          |
| 56           | Tim Naberman (NED)       | 98.          |
| 57           | Henri Vandenabeele (BEL) | DNF          |

| Intermarché-Circus-Wanty ICW | Intermarché-Circus-Wanty ICW | Intermarché-Circus-Wanty ICW |
| ---------------------------- | ---------------------------- | ---------------------------- |
| Nr.                          | Rytter                       | Placering                    |
| 61                           | Adrien Petit (FRA)           | DNF                          |
| 62                           | Julius Johansen (DEN)        | 97.                          |
| 63                           | Madis Mihkels (EST)          | DNF                          |
| 64                           | Kevin Kuhn (SUI)             | 112.                         |
| 65                           | Baptiste Planckaert (BEL)    | 64.                          |
| 66                           | Gerben Kuypers (BEL)         | DNF                          |

| Uno-X Pro Cycling Team UXT | Uno-X Pro Cycling Team UXT     | Uno-X Pro Cycling Team UXT |
| -------------------------- | ------------------------------ | -------------------------- |
| Nr.                        | Rytter                         | Placering                  |
| 71                         | Alexander Kristoff (NOR)       | 17.                        |
| 72                         | Erik Nordsæter Resell (NOR)    | 83.                        |
| 73                         | Rasmus Tiller (NOR) (landevej) | 3.                         |
| 74                         | Søren Wærenskjold (NOR)        | DNF                        |
| 75                         | Tord Gudmestad (NOR)           | 84.                        |
| 77                         | William Blume Levy (DEN)       | 99.                        |

| Burgos-BH BBH | Burgos-BH BBH        | Burgos-BH BBH |
| ------------- | -------------------- | ------------- |
| Nr.           | Rytter               | Placering     |
| 81            | Pelayo Sánchez (ESP) | 20.           |
| 82            | Eric Fagúndez (URU)  | 62.           |
| 83            | Jesús Ezquerra (ESP) | 14.           |
| 84            | Clément Alleno (FRA) | DNF           |
| 85            | Cyril Barthe (FRA)   | 42.           |
| 86            | Ander Okamika (ESP)  | DNF           |
| 87            | Jetse Bol (NED)      | 22.           |

| Caja Rural-Seguros RGA CJR | Caja Rural-Seguros RGA CJR    | Caja Rural-Seguros RGA CJR |
| -------------------------- | ----------------------------- | -------------------------- |
| Nr.                        | Rytter                        | Placering                  |
| 91                         | Julen Amezqueta (ESP)         | 27.                        |
| 92                         | Orluis Aular (VEN) (landevej) | 4.                         |
| 93                         | Jon Barrenetxea (ESP)         | 15.                        |
| 94                         | Mulu Hailemichael (ETH)       | 57.                        |
| 95                         | Calum Johnston (GBR)          | 76.                        |
| 96                         | Joseba López (ESP)            | DNF                        |
| 97                         | Joel Nicolau (ESP)            | 58.                        |

| Euskaltel-Euskadi EUS | Euskaltel-Euskadi EUS    | Euskaltel-Euskadi EUS |
| --------------------- | ------------------------ | --------------------- |
| Nr.                   | Rytter                   | Placering             |
| 101                   | Carlos Canal (ESP)       | 19.                   |
| 102                   | Antonio Jesús Soto (ESP) | DNF                   |
| 103                   | Unai Iribar (ESP)        | 26.                   |
| 104                   | Enekoitz Azparren (ESP)  | 105.                  |
| 105                   | Xabier Azparren (ESP)    | 55.                   |
| 106                   | Iker Ballarin (ESP)      | DNF                   |
| 107                   | Xabier Berasategi (ESP)  | 38.                   |

| Equipo Kern Pharma EKP | Equipo Kern Pharma EKP   | Equipo Kern Pharma EKP |
| ---------------------- | ------------------------ | ---------------------- |
| Nr.                    | Rytter                   | Placering              |
| 111                    | Francisco Galván (ESP)   | 35.                    |
| 112                    | Álex Jaime (ESP)         | 43.                    |
| 113                    | Martí Márquez (ESP)      | 77.                    |
| 114                    | Urko Berrade (ESP)       | 29.                    |
| 115                    | Mikel Retegi (ESP)       | 116.                   |
| 116                    | Pau Miquel (ESP)         | 52.                    |
| 117                    | Danny van der Tuuk (NED) | 48.                    |

| Lotto Dstny LTD | Lotto Dstny LTD          | Lotto Dstny LTD |
| --------------- | ------------------------ | --------------- |
| Nr.             | Rytter                   | Placering       |
| 121             | Arnaud De Lie (BEL)      | 1.              |
| 122             | Cedric Beullens (BEL)    | 47.             |
| 123             | Jasper De Buyst (BEL)    | 75.             |
| 124             | Frederik Frison (BEL)    | 80.             |
| 125             | Jarne Van De Paar (BEL)  | 91.             |
| 126             | Brent Van Moer (BEL)     | 32.             |
| 127             | Florian Vermeersch (BEL) | 86.             |

| Bingoal WB BWB | Bingoal WB BWB                 | Bingoal WB BWB |
| -------------- | ------------------------------ | -------------- |
| Nr.            | Rytter                         | Placering      |
| 131            | Floris De Tier (BEL)           | 25.            |
| 132            | Luca De Meester (BEL)          | 95.            |
| 133            | Ceriel Desal (BEL)             | 101.           |
| 134            | Karl Patrick Lauk (EST)        | DNF            |
| 135            | Ludovic Robeet (BEL)           | 87.            |
| 136            | Alexander Salby (DEN)          | 107.           |
| 137            | Guillaume Van Keirsbulck (BEL) | 100.           |

| Team Flanders-Baloise TFB | Team Flanders-Baloise TFB | Team Flanders-Baloise TFB |
| ------------------------- | ------------------------- | ------------------------- |
| Nr.                       | Rytter                    | Placering                 |
| 141                       | Alex Colman (BEL)         | 40.                       |
| 142                       | Sander De Pestel (BEL)    | 34.                       |
| 143                       | Ruben Apers (BEL)         | 41.                       |
| 144                       | Milan Fretin (BEL)        | 117.                      |
| 145                       | Vincent Van Hemelen (BEL) | DNF                       |
| 146                       | Aaron Van Poucke (BEL)    | 60.                       |
| 147                       | Ward Vanhoof (BEL)        | 50.                       |

| Bolton Equities Black Spoke Pro Cycling BEB | Bolton Equities Black Spoke Pro Cycling BEB | Bolton Equities Black Spoke Pro Cycling BEB |
| ------------------------------------------- | ------------------------------------------- | ------------------------------------------- |
| Nr.                                         | Rytter                                      | Placering                                   |
| 151                                         | Bailey O'Donnell (NZL)                      | 110.                                        |
| 152                                         | Paul Wright (NZL)                           | 104.                                        |
| 153                                         | Jacob Scott (GBR)                           | 106.                                        |
| 154                                         | Ollie Jones (NZL)                           | 71.                                         |
| 155                                         | James Fouché (NZL)                          | 36.                                         |
| 156                                         | George Jackson (NZL)                        | 72.                                         |
| 157                                         | Luke Mudgway (NZL)                          | 44.                                         |

| Q36.5 Pro Cycling Team Q36 | Q36.5 Pro Cycling Team Q36 | Q36.5 Pro Cycling Team Q36 |
| -------------------------- | -------------------------- | -------------------------- |
| Nr.                        | Rytter                     | Placering                  |
| 161                        | Walter Calzoni (ITA)       | 69.                        |
| 162                        | Marcel Camprubí (ESP)      | 53.                        |
| 163                        | Fabio Christen (SUI)       | 33.                        |
| 164                        | Alessandro Fedeli (ITA)    | 7.                         |
| 165                        | Kamil Małecki (POL)        | 108.                       |
| 166                        | Cyrus Monk (AUS)           | 65.                        |
| 167                        | Antonio Puppio (ITA)       | 118.                       |

| Saint Michel-Mavic-Auber 93 AUB | Saint Michel-Mavic-Auber 93 AUB | Saint Michel-Mavic-Auber 93 AUB |
| ------------------------------- | ------------------------------- | ------------------------------- |
| Nr.                             | Rytter                          | Placering                       |
| 171                             | Théo Delacroix (FRA)            | 88.                             |
| 172                             | Thomas Devaux (FRA)             | 66.                             |
| 173                             | Thomas Gachignard (FRA)         | 23.                             |
| 174                             | Anthony Maldonado (FRA)         | 45.                             |
| 175                             | Flavien Maurelet (FRA)          | 21.                             |
| 176                             | Florian Rapiteau (FRA)          | 109.                            |
| 177                             | Romain Cardis (FRA)             | 10.                             |

| CIC U Nantes Atlantique UCN | CIC U Nantes Atlantique UCN | CIC U Nantes Atlantique UCN |
| --------------------------- | --------------------------- | --------------------------- |
| Nr.                         | Rytter                      | Placering                   |
| 181                         | Pierre Barbier (FRA)        | DNF                         |
| 182                         | Léo Danès (FRA)             | 61.                         |
| 183                         | Maël Guégan (FRA)           | 49.                         |
| 184                         | Jordan Jegat (FRA)          | 16.                         |
| 185                         | Yaël Joalland (FRA)         | 37.                         |
| 187                         | Emmanuel Morin (FRA)        | 63.                         |

| Nice Métropole Côte d'Azur NMC | Nice Métropole Côte d'Azur NMC | Nice Métropole Côte d'Azur NMC |
| ------------------------------ | ------------------------------ | ------------------------------ |
| Nr.                            | Rytter                         | Placering                      |
| 191                            | Jonathan Couanon (FRA)         | 115.                           |
| 192                            | Damien Girard (FRA)            | 73.                            |
| 193                            | Paul Hennequin (FRA)           | DNF                            |
| 194                            | Axel Narbonne-Zuccarelli (FRA) | 78.                            |
| 195                            | Jean-Louis Le Ny (FRA)         | 46.                            |
| 196                            | Julian Lino (FRA)              | 85.                            |
| 197                            | Andrea Mifsud                  | 103.                           |